# Нижнее Махматово
Нижнее Махматово (мар. Элеволко) — деревня в Новоторъяльском районе Республики Марий Эл. Входит в состав Староторъяльского сельского поселения.

## География
Находится в северо-восточной части республики Марий Эл на расстоянии приблизительно 8 км по прямой на юг-юго-запад от районного центра посёлка Новый Торъял.

## История
Известна с 1836 года, когда в деревне числилось 11 дворов, проживали 132 человека, все крещёные мари. В 1869 году отмечено 37 дворов, 234 человека. В 1925 году здесь проживали 94 человека. К 1935 году здесь числилось 21 хозяйство, 48 человек. В 1980 году в 24 хозяйствах проживали 109 человек. В 1999 году в деревне числилось 23 дома, проживали 85 человек, все мари. В советское время работал колхоз «Ужара нур» («Зелёное поле»).

## Население
Население составляло 62 человека (мари 89 %) в 2002 году, 68 в 2010.